# 凡河内躬恒

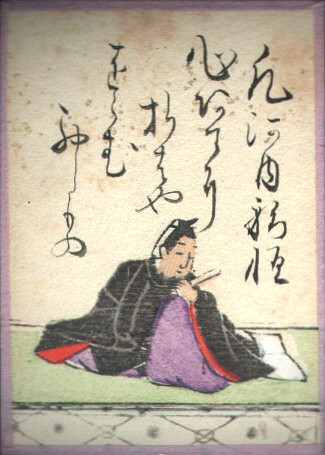
凡河内躬恒（百人一首より）

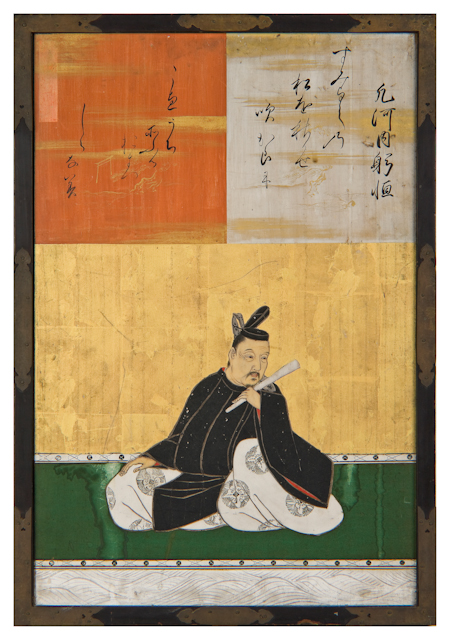
凡河内躬恒（狩野探幽『三十六歌仙額』）

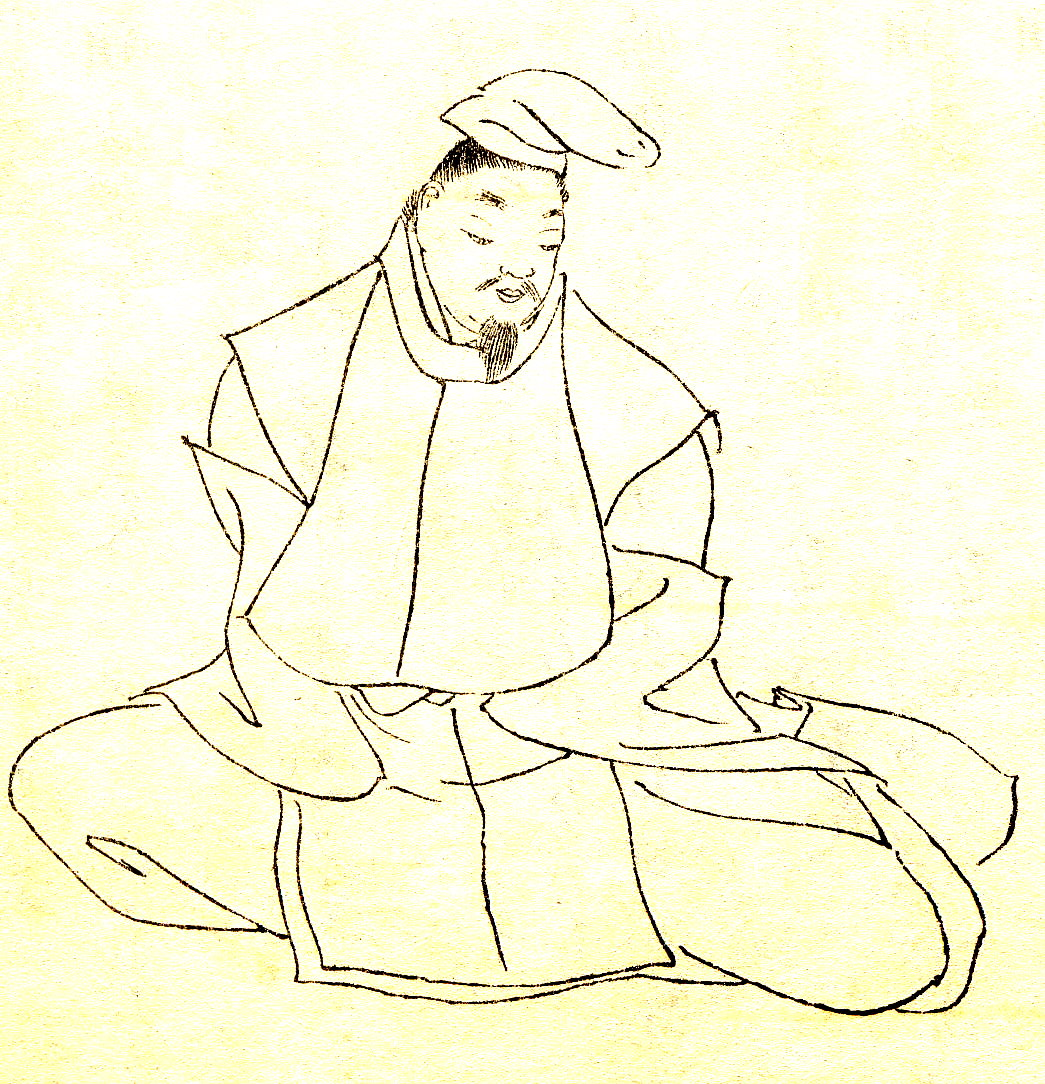
凡河内躬恒（菊池容斎『前賢故実』）

凡河内 躬恒（おおしこうち の みつね、貞観元年（859年）? - 延長3年（925年）?）は、平安時代前期の歌人・官人。姓は宿禰で、出身氏族の凡河内氏は凡河内国造の後裔。『勅撰作者部類』では淡路権掾・凡河内諶利の子とされるが詳細は不明。官位は五位・和泉大掾。三十六歌仙の一人。

## 経歴
寛平6年（894年）甲斐権少目、延喜7年（907年）丹波権大目、延喜11年（911年）和泉権掾、延喜21年（921年）淡路権掾に任ぜられるなど、宇多朝から醍醐朝にかけて地方官を歴任。延長3年（925年）和泉国から帰京してまもなく没したという。
歌人として、歌合や賀歌・屏風歌において活躍し、昌泰元年（898年）の「朱雀院女郎花合」に出詠して以降、延喜7年（907年）宇多法皇の大堰川行幸、延喜16年（916年）石山寺御幸、延喜21年（921年）春日社参詣などに供奉して和歌を詠進した。またこの間の延喜5年（905年）には、紀貫之・紀友則・壬生忠岑と共に『古今和歌集』の撰者に任じられている。
三十六歌仙の一人に数えられ、『古今和歌集』（60首）以下の勅撰和歌集に194首入集するなど、宮廷歌人としての名声は高い。家集に『躬恒集』がある。
なお、広峯神社祠官家である広峯氏は躬恒の末裔を称した。

## 逸話
『大和物語』132段に、醍醐天皇に「なぜ月を弓張というのか」と問われ、即興で「照る月をゆみ張としもいふことは山の端さして入（射）ればなりけり（＝照っている月を弓張というのは、山の稜線に向かって矢を射るように、月が沈んでいくからです）」と応じたという話がある。
『無名抄』によると貫之・躬恒の優劣を問われた源俊頼は「躬恒をばなあなづらせ給ひそ（＝躬恒をばかにしてはいけません）」と言ったという。

## 代表歌
- 心あてに 折らばや折らむ 初霜の おきまどはせる 白菊の花（『古今和歌集』巻5-277、『小倉百人一首』29番）
- てる月を 弓張とのみ いふことは 山の端さして いればなりけり
- 春の夜の 闇はあやなし 梅の花 色こそ見えね 香やは隠るる（『古今和歌集』巻1-41）

## 官歴
- 寛平6年（894年） 2月28日：甲斐権少目[1]
- 延喜7年（907年） 正月13日：丹波権大目（御厨子所）[1]
- 延喜11年（911年） 正月13日：和泉権掾[1]
- 延喜21年（921年） 正月30日：淡路権掾
- 時期不詳：和泉大掾？

## 系譜
- 父：凡河内諶利[3]
- 母：不詳
- 生母不詳の子女
  - 男子：凡河内恒寿[5]
  - 男子：凡河内勢恒[6]